# Rangia
Rangia là một thành phố và là nơi đặt ban đô thị (municipal board) của quận Kamrup thuộc bang Assam, Ấn Độ.

## Địa lý
Rangia có vị trí 26°28′B 91°38′Đ / 26,47°B 91,63°Đ Nó có độ cao trung bình là 39 mét (127 feet).

## Nhân khẩu
Theo điều tra dân số năm 2001 của Ấn Độ, Rangia có dân số 24.893 người. Phái nam chiếm 54% tổng số dân và phái nữ chiếm 46%. Rangia có tỷ lệ 73% biết đọc biết viết, cao hơn tỷ lệ trung bình toàn quốc là 59,5%: tỷ lệ cho phái nam là 78%, và tỷ lệ cho phái nữ là 67%. Tại Rangia, 12% dân số nhỏ hơn 6 tuổi.